# 朱鼎卿
朱 鼎卿（しゅ ていきょう、中国語: 朱鼎卿; 拼音: Zhū Dǐng	qīng; ウェード式: Chu Ting-ch'ing、1902年（清光緒28年） - 1982年5月24日）は、中華民国・中華人民共和国の軍人・政治家。幼名は万鋆。

## 事跡
1920年（民国9年）、江蘇淮陰鎮守使の馬玉仁の下で兵士となったが、まもなく四川省出身の石青陽配下に転じた。1922年（民国11年）、石に随従して四川省に赴き、軍歴を重ねる。翌年、雲南陸軍講武学校第18期歩兵科で学んだ。卒業後は広東に戻って国民革命軍第3軍に属し、北京政府派の鄧本殷討伐に参戦した。1925年（民国14年）12月、重慶市で国民革命軍第9軍第1師（師長：賀竜）で参謀となり、北伐の武漢攻略に参加した。武漢攻略後、新広西派（新桂系）の胡宗鐸配下に転じている。
1932年（民国21年）、南京中央軍事学校高級班で学び、卒業後は陳誠の第18軍参謀処に属した。まもなく第67師第1団団長に昇進し、第2次上海事変（八・一三淞瀘抗戦）に参戦、戦後に同師副師長に昇進している。1938年（民国27年）1月、第75軍第13師で旅長とされ、山東省方面に出撃した。年末に湖南省に移駐し、第13師副師長に再昇進している。1940年（民国29年）に同師師長に昇進し、宜昌一帯を守備した。1943年（民国32年）7月、第86軍軍長に昇進し、同年11月に常徳会戦に参戦している。1945年（民国34年）2月に陸軍少将銜を授与される。5月、第10集団軍副総司令に任ぜられたが、実際に着任せず、第8軍軍官総隊隊長に転じた。
1947年（民国36年）5月、第1補給区司令に任ぜられる。翌年、第9補給区司令に転じ、あわせて陸軍中将銜を授与された。1949年（民国38年）2月、湖北省政府主席などに任ぜられ、同省の軍政を統括し、同年11月には第3兵団司令兼暫編第8軍軍長にも任ぜられている。しかし中国人民解放軍の前に敗北し、四川方面へ退却、12月26日に四川省金堂県で起義（中華人民共和国への寝返りないし投降）を宣言した。
中華人民共和国では1950年2月に第18兵団高級政治研究班で学習し、後に重慶市の西南軍政大学でも学んでいる。学習終了後は湖北省政治協商会議で常務委員や副主席を務めた。
1982年5月24日、武漢市にて死去。享年81。